# Bataille de Sacheon (1592)
Pour les articles homonymes, voir Bataille de Sacheon.
 (septembre 2016).
Guerre Imjin
La bataille navale de Sacheon qui se déroule le 29 mai 1592 est la première bataille de la seconde campagne de l'amiral Yi de la guerre Imjin, entre le Japon et la Corée au cours de laquelle un bateau tortue est employé pour la première fois.

## Prélude
L'amiral Yi Sun-sin se trouve à son quartier général de Yeosu. Yi projette d'attaquer de nouveau les Japonais lorsque Won Gyun lui envoie un rapport selon lequel les navires japonais sont à Sacheon et dans la région environnante. Cela alarme l'amiral parce qu'il craint que les soldats japonais ne se préparent à attaquer Yeosu. L'amiral Yi emmène alors sa flotte à Sacheon le 29 mai 1592.

## Situation à Sacheon
L'amiral Yi rencontre Won Gyun au détroit de Noryang et discute des plans de bataille. L'amiral examine les alentours. Une grande falaise donne sur la ville dans laquelle les soldats japonais semblent se déplacer partout à leur aise. Douze très grands navires de guerre japonais sont ancrés dans le port ainsi que de nombreux autres navires plus petits. L'amiral Yi sait qu'il ne peut pas attaquer les Japonais dans un assaut frontal car les Japonais peuvent diriger le tir de leurs arquebuses sur les Coréens du haut des falaises.
L'amiral Yi veut combattre les Japonais en mer où il y a plus de marge de manœuvre. Espérant attirer les Japonais dans les eaux libres, il retourne ses cuirassés et se retire. Apparemment, le commandant japonais a observé les mouvements coréens et ordonne rapidement à ses capitaines de prendre une partie de la flotte ancrée à Sacheon et d'attaquer les Coréens quand il les voit les retirer. Mordant à l'appât, les Japonais se mettent à la poursuite des Coréens.

## Le bateau tortue
La bataille de Sacheon est la première bataille au cours de laquelle L'amiral Yi Sun-sin déploie un bateau tortue. Au moment où les Coréens et les Japonais sont sur mer, il fait presque nuit. Néanmoins, l'amiral Yi fait se retourner rapidement le bateau tortue et ses autres navires et ouvre le feu sur les Japonais. L'amiral Yi fait lancer une grêle de boulets et de flèches de feu par ses hommes. Cela a un effet immédiat sur les navires de guerre ennemis et les Japonais commencent à subir de lourds dégâts.
La soudaine attaque coréenne surprend les Japonais. Mais contrairement à leur précédente mauvaise performance lors de la bataille d'Okpo, les soldats japonais se battent courageusement et ripostent avec leurs arquebuses en temps opportun. Malheureusement pour les Japonais, ils n'ont pas l'occasion de monter à bord des navires coréens en raison de la concentration des tirs des canons coréens. Par ailleurs, il est de tout façon impossible de monter à bord du bateau tortue en raison des pointes de fer sur son toit. Les Japonais commencent alors à paniquer quand le bateau tortue percute leurs lignes, tirant dans toutes les directions.
Dans le feu de la bataille, le cours de l'histoire de la Corée change presque lorsque l'amiral Yi est atteint par un arquebusier japonais. Les capitaines coréens sont choqués. Cependant, la balle ne fait que perforer la peau de son bras gauche, laissant l'amiral Yi avec une blessure mineure.

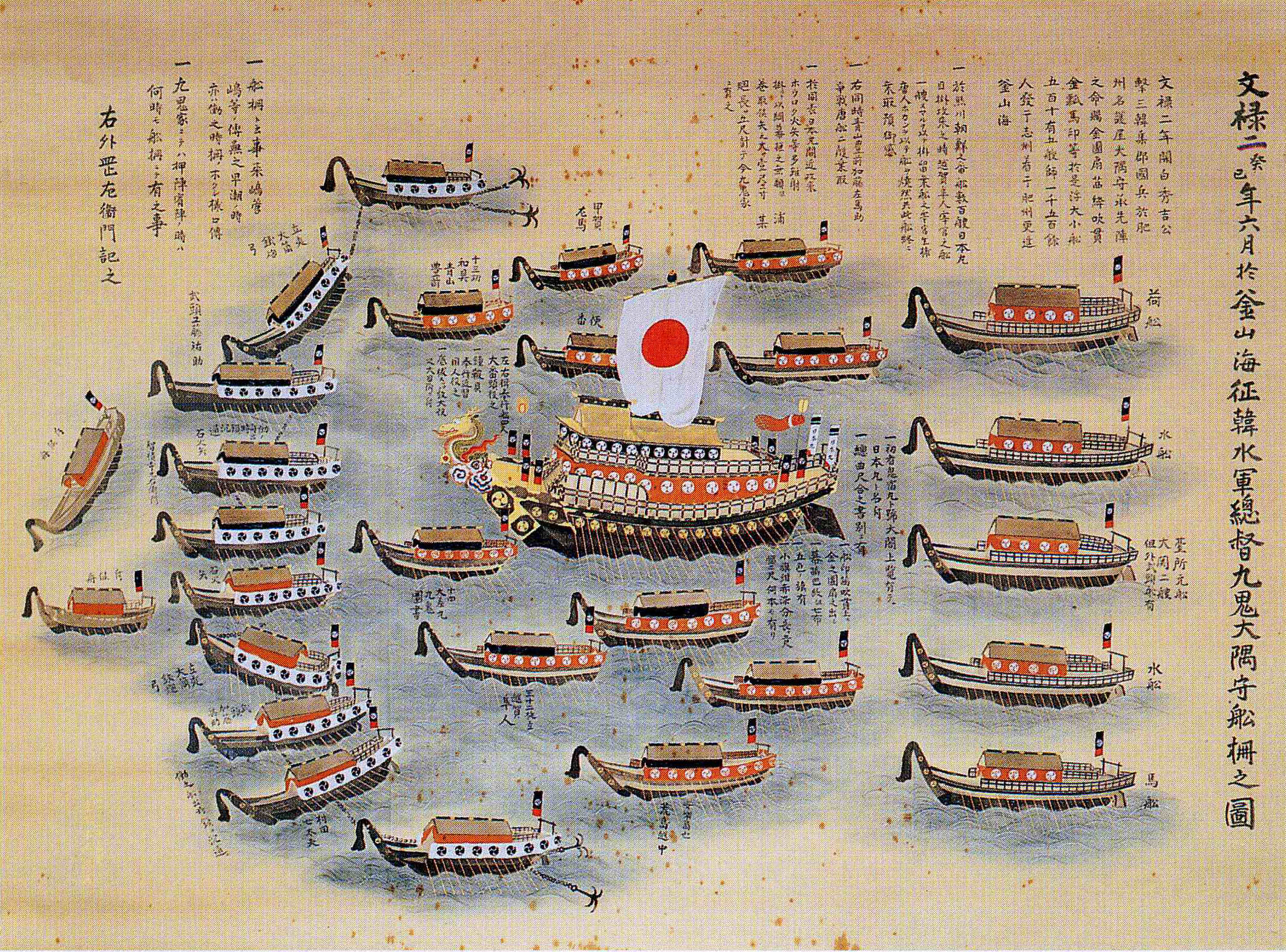
Flotte japonaise

## Issue
En quelques heures, chaque navire de guerre japonais est coulé. Quelques survivants luttent à terre. La bataille de Sacheon cause une certaine inquiétude au commandement japonais à Busan, car les navires de ravitaillement qui naviguent en provenance du Japon pourraient être en danger.

## Source de la traduction
- (en) Cet article est partiellement ou en totalité issu de l’article de Wikipédia en anglais intitulé « Battle of Sacheon (1592) » (voir la liste des auteurs).